# Arte France
«Арте Франс» (фр. Arte France SA) — французская продюсерская компания. До 27 сентября 1993 года называлась «Общество издания телепрограмм» (Société d’Édition de Programmes de Télévision, La Sept, Ла Септ), до 2000 года — «Ля Септ-Арте» (La Sept-Arte).

## Деятельность
Группа ведёт:
- с 30 мая 1989 года самостоятельно, а с 1992 года совместно с вещательными организациями земель Германии и группой экономических интересов Arte вещание франкоязычной программе «Арте Франсес» (до 1992 года «Ля Септ» во Франции с 28 сентября 1992 до 29 ноября 2011 года ретранслировалась по пятой программе)
- с 1992 года совместно с вещательными организациями земель Германии и группой экономических интересов Arte вещание германоязычной программе Arte Deutsch с 1992 года.

С момента её основания 27 февраля 1986 года также осуществляет подготовку передач для разных телеорганизаций (первоначально сотрудничало с ЦДФ, позднее с РТБФ, СРГ, ДР, СВТ, Channel 4, ОРФ, РТВЕ, ЕРТ и земельными государственными вещательными организациями Германии).

## Структура

### Владельцы
Владельцами телекомпании являются:
- на 45 % — национальная компания France Télévisions;
- на 25 % — Агентство государственного имущества Министерства экономики и финансов Франции;
- на 15 % — национальная компания Radio France;
- на 15 % — общественное учреждение, имеющее промышленный и коммерческий характер «Национальный институт аудиовизуала».

### Руководство
Руководство компанией осуществляют:
- наблюдательный совет (Le Conseil de surveillance), формируемый акционерами, состоящий из председателя (Présidents du Conseil de surveillance), заместителя председателя (Vice-Président du Conseil de surveillance d’Arte France) и 10 членов (среди которых президенты France Télévisions, Radio France, Национального института аудиовизуала, представитель от Министерства экономики, 3 представителя от трудового коллектива)[2]
- правление (Le Directoire)[3][4][5], формируемое советом директоров, состоящий из председателя правления, генерального продюсера (Directeur éditorial), исполнительного директора, руководителя отдела кадров и производственного отдела. Ранее существовала также должность генерального директора (Directeur générale).

### Подразделения
- единица фантастики;
- единица кино;
- единица искусств и концертов;
- единица образования и науки;
- единица общества и культуры.

## Активы
Компании принадлежат:
- программный телецентр расположен в Исси-ле-Мулино;
- на 100 % кинокомпания Arte France Cinéma — осуществляющая заказ производства телефильмов для телекомпании, выпускаемых также и в кинопрокат, возглавляется генеральным директором (которым по должности является директором службы кинопоказа «Arte France», председателем совета директоров по должности является председатель правления «Arte France»);
- на 100 % видеокомпания Arte France Développement — осуществляющая издание телефильмов, телесериалов, мультфильмов, мультсериалов и телешоу произведённых по заказу Arte France на лазерные диски (в прошлом на видеокассеты), лицензирование издания произведений по их мотивам (новеллизаций, римейков и т. д.) и производства сопутствующей продукции, возглавляется председателем совета директоров (которым по должности является директор службы производства Arte France, ранее им по должности являлся председатель правления Arte France) и генеральным директором (которым по должности является директор службы сетей распространения Arte France).
- телекомпания TV5 Monde;
- в 1996—2009 гг. частично телекомпания France 4 (ранее — «Фестиваль»);
- в 1994—2000 гг. частично группа экономических интересов La Sept-Arte/La Cinquième, осуществлявшая координацию вещания по французской 5-й телепрограмме.

## Финансирование
Телекомпания финансируется из государственной казны Французской Республики преимущественно от средств от сбора абонемента (Redevance audiovisuelle) со всех владельцев радиоприёмников и телевизоров, в меньшей степени — за счёт продажи рекламного времени, продажи прав на разовый показ фильмов, телефильмов и телесериалов телекомпании другим телеорганизациям, продажи прав на создание по их мотивам других художественных произведений (новеллизаций, приквелов, сиквелов, римейков, видеоигр, комиксных адаптаций) и сопутствующей продукции (игрушек, одежды с изображением персонажей и т. д.), и их продажи населению на видеоносителях для индивидуального просмотра.